# إعلان سرت
إعلان سرت هو القرار الذي اعتمدته منظمة الوحدة الأفريقية في 9 سبتمبر 1999، في الدورة الاستثنائية الرابعة لمؤتمر منظمة الوحدة الأفريقية لرؤساء الدول والحكومات الأفريقية المنعقدة في سرت،ليبيا. شارك نحو خمسون زعيما افريقيا وشهدت غياب الرئيس المصري حسني مبارك اثر حادث الاعتداء الذي تعرض له في بورسعيد.
أعلن عن القرارات التالية:
- إنشاء الاتحاد الأفريقي.
- تسريع تنفيذ أحكام معاهدة أبوجا، لإنشاء المجموعة الاقتصادية الأفريقية، البنك المركزي الأفريقي، الاتحاد النقدي الأفريقي، محكمة العدل الأفريقية والبرلمان الأفريقي، على أن يُنشئ البرلمان بحلول عام 2000.
- إعداد قانون تأسيسي للاتحاد الأفريقي  [لغات أخرى]‏ يُمكن التصديق عليه بحلول 31 كانون الأول / ديسمبر 2000 ويصبح ساري المفعول في العام التالي.
- مُنح الرئيس عبد العزيز بوتفليقة رئيس الجزائر والرئيس تابو إيمبيكي رئيس جنوب إفريقيا تفويضًا للتفاوض من أجل إلغاء المديونية الأفريقية.
- عقد مؤتمر وزاري أفريقي حول الأمن والاستقرار والتنمية والتعاون.

أعقب الإعلان قمة مؤتمرات في
- لومي في عام 2000، عندما اعتمد القانون التأسيسي للاتحاد الأفريقي،
- وفي لوساكا في عام 2001، عندما اعتمدت خطة تنفيذ الاتحاد الأفريقي.

انعقدت الدورة الأولى لـ جمعية الاتحاد الأفريقي في ديربان في 9 تموز / يوليو 2002.
عقدت الجلسة الافتتاحية للبرلمان الأفريقي في مارس 2004.

## وصلات خارجية
- Text of the Sirte Declaration
- History behind the Sirte Declaration